# Bring Me Down
«Bring Me Down» —en español: «Tráeme abajo»— es el segundo sencillo de la cantante de música country estadounidense Miranda Lambert. Lanzado en abril de 2005, la única, al igual que su predecesor, que ha sido un gran éxito: le toca a la posición 32 del ranking de canciones country americano, pero nunca entró en la escalera principal, el Billboard Hot 100.

## Posicionamiento en listas
| Listas (2004)                    | Mejor posición |
| -------------------------------- | -------------- |
| U.S. Billboard Hot Country Songs | 32             |